# Annalisa Ceresa
Annalisa Ceresa (Ivrea, 17 marzo 1978) è un'ex sciatrice alpina italiana.

## Biografia
Residente in Valle d'Aosta, a Gressoney-Saint-Jean, e tesserata per il Centro Sportivo Esercito, era specialista dello slalom speciale.

### Stagioni 1995-2003
Iniziò a prendere parte a gare FIS nel dicembre del 1994; in Coppa Europa esordì il 20 dicembre 1995 nella discesa libera di Altenmarkt (31ª). Partecipò ai Mondiali juniores di Schladming 1997, senza ottenere risultati di rilievo, e il 20 dicembre dello stesso anno debuttò in Coppa del Mondo nello slalom speciale di Val-d'Isère, senza concluderlo; nel 1998 a Falcade si laureò campionessa italiana di combinata.
Per diverse stagioni, dal 2003 al 2007, si collocò quasi sempre attorno alla 25ª posizione della lista di partenza della Coppa del Mondo in slalom speciale. Sempre nella medesima specialità conquistò il primo podio in Coppa Europa, il 19 gennaio 2003 al Passo del Tonale (2ª), e gareggiò ai successivi Mondiali di Sankt Moritz 2003, suo esordio iridato (11ª).

### Stagioni 2004-2008
Il 29 febbraio 2004 ottenne il suo miglior risultato in Coppa del Mondo: 7ª nello slalom speciale di Levi. L'anno dopo, ai Mondiali di Bormio/Santa Caterina Valfurva 2005, fu 25ª, mentre ai XX Giochi olimpici invernali di Torino 2006, sua unica presenza olimpica, chiuse al 24º posto. Nella stagione 2005-2006 ottenne anche i suoi migliori risultati in Coppa Europa, con la sua unica vittoria, nello slalom speciale di Zoldo Alto del 15 dicembre, e il 2º posto nella supercombinata di Megève del 27 gennaio, suo ultimo podio nel circuito.
Ai Mondiali di Åre 2007, suo congedo iridato, non completò la sua prova e nella stagione 2007-2008 uscì dalle migliori trenta della specialità in Coppa del Mondo; il 29 dicembre 2008 disputò la sua ultima gara, lo slalom gigante di Coppa del Mondo di Semmering, senza concludere la prova.

## Caratteristiche tecniche
Ha sempre avuto un rendimento costante, attorno alla 15ª posizione, con pochissimi exploit. Tecnicamente prediligeva la neve dura e i tracciati meno tecnici.

## Palmarès

### Coppa del Mondo
- Miglior piazzamento in classifica generale: 61ª nel 2004

### Coppa Europa
- Miglior piazzamento in classifica generale: 35ª nel 2006
- 3 podi:
  - 1 vittoria
  - 2 secondi posti

#### Coppa Europa - vittorie
| Data             | Località   | Paese  | Specialità |
| ---------------- | ---------- | ------ | ---------- |
| 15 dicembre 2005 | Zoldo Alto | Italia | SL         |

Legenda:

SL = slalom speciale

### Campionati italiani
- 7 medaglie[1]:
  - 1 oro (combinata nel 1998)
  - 4 argenti (slalom speciale nel 1996; slalom gigante, slalom speciale nel 1998; slalom speciale nel 2004)
  - 2 bronzi (combinata nel 1996; slalom speciale nel 2007)